# 陶伯比绍夫斯海姆
陶伯比绍夫斯海姆（德語：Tauberbischofsheim，發音：[taʊbɐˈbɪʃɔfshaɪm] ⓘ）是德国巴登-符腾堡州斯图加特行政区美因-陶伯县的城市，也是美因-陶伯县的县治，面积69.29平方千米，2023年12月31日人口为13,621人。

## 友好城市
- 德国 杜德施塔特
- 法國 维特里勒弗朗索瓦